# Проституция в Мозамбике

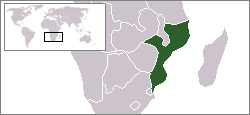
Мозамбик на карте

Проституция в Мозамбике является легальной деятельностью и практикуется повсеместно, но содержать бордели запрещено. Положение, когда большая часть населения остаётся за чертой бедности, даёт благотворную почву для развития проституции. В Мозамбике, как и во многих бедных странах, правительство не занимается мониторингом работников секс-бизнеса, поэтому данных о количестве проституток в Мозамбике нет.

## История
На момент получения независимости в 1975 году, Мозамбик был одной из самых бедных стран мира. Положение жителей ухудшила гражданская война 1977—1992 годов. Прибытие миротворцев, действовавших под эгидой ООН, послужило развитию индустрии проституции. В 1992 году проституция в Мозамбике достигла таких масштабов, что был создан пост военного посредника между военнослужащими с одной стороны и сутенёрами и проститутками с другой. Впервые о проблеме проституции в Мозамбике заговорили в середине 1990-х годов, когда заместитель главы миссии ООН Бехруз Садри обвинил миротворцев ООН в том, что те пользуются услугами несовершеннолетних проституток.

## Статистика детской проституции
Статистикой детской проституции в Мозамбике занимаются международные организации. 98 % детей, занимающихся проституцией, являются девочками и лишь 2 % — мальчиками; из них 26 % составляют дети 10—14 лет. Только 14,1 % детей, которые занимаются проституцией, посещают школу. 69 % перестали посещать школу из-за отсутствия средств для продолжения обучения. Только 12 % этих детей перешли во второй класс начальной школы, и лишь 7,4 % посещали среднюю школу.

## Нелегальный экспорт проституток
Большой проблемой в Мозамбике является торговля людьми. Многие мозамбикские девушки и женщины в возрасте от 14 до 24 лет становятся жертвами торговцев людьми,  за рубежом попадают в сексуальное рабство и оказываются принуждёнными к занятию проституцией. По оценкам экспертов, около 1000 женщин вербуются, транспортируются и эксплуатируются таким образом каждый год. Основным объектом экспорта мозамбикских женщин является ЮАР, в то же время в Мозамбик увеличился приток проституток из Зимбабве . Они сосредоточены в непосредственной близости от золотых приисков. Предлагают свои услуги в обмен на деньги или еду. Это происходит из-за массовой безработицы в Зимбабве. Проституция является основным фактором распространения СПИДа.